# Championnat d'Estonie de football 2018
Navigation
Meistriliiga 2017 Meistriliiga 2019
| \| Tallinn : Flora Tallinn Levadia Tallinn Nõmme Kalju JK Tallinna Kalev Tallinn Paide Kuressaare Tartu Narva Pärnu Tulevik \| Localisation des clubs engagés dans le championnat. |
| Tallinn : Flora Tallinn Levadia Tallinn Nõmme Kalju JK Tallinna Kalev Tallinn Paide Kuressaare Tartu Narva Pärnu Tulevik                                                           |

La saison 2018 du Championnat d'Estonie de football est la 28e de l'élite du football estonien. Les dix meilleurs clubs du pays sont regroupés au sein d'une poule unique où ils s'affrontent quatre fois, deux fois à domicile et deux fois à l'extérieur. En fin de saison, le dernier du classement est relégué et remplacé par le champion de deuxième division, tandis que le 9e affronte le vice-champion de D2 en barrage de promotion-relégation.
Le Flora Tallinn est le champion sortant.
La compétition devait débuter le 25 février 2018, mais en raison d'une vague de froid la date de début a été repoussée au 3 mars 2018, lors de cette première journée quatre rencontres ont été disputées en salle, une première dans le Championnat d'Estonie de football.
Le JK Nõmme Kalju est sacré champion à l'issue de la dernière journée.

## Qualifications européennes
Le championnat délivre trois places pour les compétitions continentales : le champion d'Estonie se qualifie pour le premier tour préliminaire de la Ligue des champions de l'UEFA 2019-2020 tandis que les deuxième et troisième du classement obtiennent leur billet pour le premier tour (par la voie de la ligue) de la Ligue Europa 2019-2020. La troisième place en Ligue Europa est réservée au vainqueur de la Coupe d'Estonie, ou au 4e du classement final, si le vainqueur de la Coupe a terminé le championnat parmi les trois premiers.

## Participants
JK Sillamäe Kalev 8e lors de la saison précédente n'a pas obtenu de licence pour cette saison, le 4 novembre 2017 le FC Infonet Tallinn annonce sa fusion avec le FCI Levadia Tallinn.
Les deux clubs sont remplacés par le vainqueur de la deuxième division, Maardu Linnameeskond et le deuxième, JK Tallinna Kalev.
En décembre 2017, Maardu Linnameeskond annonce son retrait pour raison financière, le club est remplacé par
le FC Kuressaare.
| Club                | Dernière montée | Classement 2017 | Entraîneur           | Depuis | Stade                    | Capacité théorique |
| ------------------- | --------------- | --------------- | -------------------- | ------ | ------------------------ | ------------------ |
| Flora Tallinn       | 1992            | 1er             | Jürgen Henn          | 2017   | A. Le Coq Arena          | 9 692              |
| Levadia Tallinn     | 1999            | 2e              | Aleksandar Rogić     | 2017   | Stade Kadriorg           | 5 000              |
| Nõmme Kalju         | 2008            | 3e              | Sergueï Frantsev     | 2016   | Stade Hiiu               | 300                |
| Narva Trans         | 1992            | 5e              | Adyam Kuzyaev        | 2015   | Stade Kreenholmi         | 1 065              |
| Paide Linnameeskond | 2009            | 6e              | Vjatšeslav Zahovaiko | 2016   | Stade Paide              | 268                |
| Tammeka Tartu       | 2005            | 7e              | Kaido Koppel         | 2016   | Stade Tamme              | 1 750              |
| Tulevik Viljandi    | 2017            | 9e              | Sander Post          | 2017   | Viljandi linnastaadion   | 1 000              |
| Vaprus Pärnu        | 2015            | 10e             | Indrek Zelinski      | 2017   | Stade Pärnu              | 1 500              |
| JK Tallinna Kalev   | 2018            | 2e(Esiliiga)    | Argo Arbeiter        | 2017   | Kalevi Keskstaadion      | 11 500             |
| FC Kuressaare       | 2018            | 3e(Esiliiga)    | Jan Važinski         | 2017   | Kuressaare linnastaadion | 1 000              |

Légende des couleurs
- Premier tour de qualification de la Ligue des champions 2018-2019
- Premier tour de qualification de la Ligue Europa 2018-2019
- Promu d'Esiliiga 2017

## Compétition
Le classement est calculé avec le barème de points suivant : une victoire vaut trois points, le match nul un. La défaite ne rapporte aucun point.
Critères de départage :
1. Le moins de matchs annulés ou reportés ;
2. Le nombre général de victoires ;
3. Faces-à-faces ;
4. Différence de buts dans les faces-à-faces ;
5. Meilleure différence de buts générale ;
6. Nombre général de buts marqués

| Rang | Équipe              | Pts | J  | G  | N  | P  | Bp  | Bc  | Diff |
| ---- | ------------------- | --- | -- | -- | -- | -- | --- | --- | ---- |
| 1    | Nõmme Kalju         | 86  | 36 | 25 | 11 | 0  | 114 | 32  | +82  |
| 2    | FCI Levadia Tallinn | 84  | 36 | 26 | 6  | 4  | 109 | 26  | +83  |
| 3    | Flora Tallinn T     | 83  | 36 | 25 | 8  | 3  | 116 | 32  | +84  |
| 4    | Narva Trans         | 61  | 36 | 18 | 7  | 11 | 76  | 57  | +19  |
| 5    | Paide Linnameeskond | 51  | 36 | 14 | 9  | 13 | 64  | 74  | -10  |
| 6    | Tammeka Tartu       | 49  | 36 | 14 | 7  | 15 | 56  | 58  | -2   |
| 7    | Tulevik Viljandi    | 29  | 36 | 8  | 5  | 23 | 37  | 100 | -63  |
| 8    | JK Tallinna Kalev P | 28  | 36 | 7  | 7  | 22 | 54  | 68  | -14  |
| 9    | FC Kuressaare P     | 21  | 36 | 6  | 3  | 27 | 34  | 115 | -81  |
| 10   | Vaprus Pärnu        | 13  | 36 | 2  | 7  | 27 | 25  | 123 | -98  |

|  | Qualification pour le 1er tour de qualification de la Ligue des champions de l'UEFA 2019-2020 |
|  | Qualification pour le 1er tour de qualification de la Ligue Europa 2019-2020                  |
|  | Participation au barrage de promotion-relégation                                              |
|  | Relégation en deuxième division                                                               |
|  | T : Tenant du titre P : Promu de D2                                                           |

source

### Matchs
| Résultats (▼dom., ►ext.) | FLO | KLV | KUR | LEV | NAR | NÕM | PAI | TAM | TUL | VAP | FLO | KLV | KUR | LEV | NAR | NÕM | PAI | TAM | TUL | VAP |
| Flora Tallinn            |     | 1-0 | 2-1 | 2-2 | 0-0 | 3-3 | 6-0 | 3-1 | 1-0 | 5-0 |     | 3-1 | 4-0 | 3-0 | 2-2 | 2-2 | 7-2 | 5-0 | 4-0 | 3-0 |
| JK Tallinna Kalev        | 1-3 |     | 5-0 | 0-4 | 1-2 | 2-2 | 2-3 | 0-1 | 1-2 | 4-2 | 2-2 |     | 3-0 | 1-4 | 0-1 | 0-2 | 1-2 | 2-1 | 0-2 | 5-0 |
| FC Kuressaare            | 0-7 | 1-0 |     | 1-1 | 0-5 | 0-3 | 1-4 | 0-4 | 3-1 | 1-3 | 0-4 | 3-3 |     | 0-5 | 0-3 | 2-4 | 1-3 | 1-3 | 1-4 | 2-1 |
| Levadia Tallinn          | 2-1 | 3-0 | 4-0 |     | 5-0 | 2-2 | 1-1 | 3-1 | 5-0 | 6-1 | 2-1 | 3-2 | 4-0 |     | 6-1 | 0-0 | 4-0 | 0-1 | 2-1 | 4-0 |
| Narva Trans              | 2-4 | 2-2 | 3-0 | 1-1 |     | 2-2 | 1-0 | 4-1 | 2-0 | 6-0 | 1-2 | 3-2 | 2-1 | 1-2 |     | 0-3 | 1-2 | 2-1 | 4-1 | 1-1 |
| Nõmme Kalju              | 2-0 | 3-0 | 8-3 | 2-1 | 5-2 |     | 3-2 | 1-0 | 8-2 | 7-0 | 1-1 | 1-1 | 4-0 | 1-0 | 4-1 |     | 0-0 | 2-2 | 4-0 | 4-0 |
| Paide Linnameeskond      | 0-2 | 2-0 | 3-1 | 1-3 | 0-2 | 1-4 |     | 3-3 | 4-0 | 2-2 | 3-3 | 2-2 | 2-1 | 1-4 | 2-5 | 0-3 |     | 2-1 | 4-1 | 2-1 |
| Tammeka Tartu            | 0-3 | 1-0 | 1-2 | 0-3 | 1-1 | 1-1 | 5-2 |     | 0-0 | 4-2 | 0-4 | 2-1 | 6-1 | 0-3 | 2-1 | 0-1 | 1-1 |     | 1-0 | 5-0 |
| Tulevik Viljandi         | 0-6 | 1-0 | 1-3 | 0-7 | 0-6 | 0-6 | 1-1 | 0-2 |     | 2-1 | 1-3 | 2-2 | 1-2 | 0-4 | 4-1 | 2-5 | 0-3 | 3-2 |     | 1-1 |
| Vaprus Pärnu             | 1-8 | 0-4 | 1-1 | 0-5 | 0-4 | 0-6 | 1-1 | 0-1 | 1-1 |     | 0-6 | 2-4 | 3-1 | 0-4 | 0-1 | 0-5 | 0-3 | 1-1 | 0-3 |     |

### Barrage promotion / relégation
À la fin de la saison, l'avant-dernier de Meistriliiga affronte la deuxième meilleure équipe d'Esiliiga (qui n'est pas une équipe réserve) pour tenter de se maintenir. 
| Équipe 1 | Résultat | Équipe 2      | Aller | Retour |
| -------- | -------- | ------------- | ----- | ------ |
| FC Elva  | 0 - 2    | FC Kuressaare | 0 - 1 | 0 - 1  |

## Bilan de la saison
| Championnat d'Estonie de football 2018  |                        |
| Champion                                | Nõmme Kalju (2e titre) |
| Qualifications continentales            |                        |
| Ligue des champions de l'UEFA 2019-2020 | Nõmme Kalju            |
| Ligue Europa 2019-2020                  | FCI Levadia Tallinn    |
| Ligue Europa 2019-2020                  | Flora Tallinn          |
| Promotions et relégations               |                        |
| Promus en Meistriliiga                  | Maardu Linnameeskond   |
| Relégués en Esiliiga                    | Vaprus Pärnu           |